# Tiaan Strauss
Christiaan Petrus Strauss, detto Tiaan (Upington, 28 giugno 1965), è un rugbista a 15 e a 13 sudafricano, internazionale di rugby a 15 per il Sudafrica e per l'Australia, con la quale vinse la Coppa del mondo 1999, e professionista nel rugby a 13 nel ruolo di terza linea.

## Biografia
Terza linea centro nel Western Province, esordì nel 1992 negli Springbok a Lione contro la Francia.
Nel 1995, dopo 156 incontri nel Western Province e una stagione di passaggio in Italia al Noceto, si trasferì in Australia divenendo professionista nel rugby a 13 nelle file del Cronulla Sharks per un biennio.
Tornato al rugby a 15 nel 1996, fu ingaggiato dagli Waratahs nei quali rimase fino al 2000; nel 1999, divenuto idoneo per la selezione australiana, esordì negli Wallabies e prese parte, con quattro incontri, alla successiva Coppa del mondo, che l'Australia vinse.
Nel 2002 ha fondato in Australia una compagnia di importazione di vini sudafricani, la AfriCape Wines.

## Palmarès
- Coppe del mondo: 1
Australia: 1999